# エンリケ・バリオス
エンリケ・バリオス（西: Enrique Barrios、1945年9月 - ）は、チリの作家。
1986年にチリで出版された『アミ 小さな宇宙人』はベストセラーになり、11か国語に翻訳されている。

## 来歴
1945年9月にチリのサンチアゴにて誕生。生後まもなくベネズエラのカラカスに引越し幼少期を過ごす。11歳の頃チリに戻ったが、その後もカリブ海地域を行ったり来たりしていた。
若かりし頃から自己探求の為世界各地を旅する。その経験により更に哲学的に人生の意味、神の存在、死後の世界について考察を始めた。13歳の時に聖職に就くためカトリック系の学校に入学するが、何故自分の宗教が唯一だと信じ込んでいる宗教が世の中に沢山あるのか疑問に感じ退学してしまう。その後世の宗教は真実のごく一部に過ぎず、偉大なる真実とは誰にとっても共通に有効であるべきでそれは明白であるとの確信を持った。友人達に全ての宗教がまとまり、全ての人にとって共通である地点を探す事への興味を伝えていた。
それから世界のあらゆる宗教、神秘的なアボリジニの精神哲学、伝統哲学、心理学などを学んだ。それらの勉強は1964年の18歳からカラカスで始めた。そこで人類の夢の状態や人間の機械的な集合体の無意識について語る男性と出会う。バリオスは彼に感銘を受け決して安くない授業料を払いながら、トータルで約20年以上恩師として彼から学んだ。1971年に医学を学ぼうとしたが、身体より魂の向上に重きを置くようになり中断する。
39歳になる頃には意識拡大の経験、宇宙至高の本質を掴み、それが彼の文学の基礎となる。その後は全ての宗教、愛を統合する要素を自ら見つけた経験を活かし、ミッションとして人生のより高い目的意識を持ち、人々へ伝えていく事をライフワークとしている。
1984年に彼は処女作"El Libro de Dios Amor"を書き始めたが、これはそれほどヒットしなかった。1年後チリにてたったの8日間で次回作「アミ 小さな宇宙人」を書き上げた。処女作が詩的な散文だったのに対し、2作目はより分かりやすく重要且つ奥の深いメッセージを表現するのに成功した。それ以降トータルで12作を発表している。彼の作品はスペイン語圏のみならず、多くの外国語に訳されて数百万人の人に読まれている。
1997年よりウェブサイトを立ち上げインターネットにても啓蒙活動を開始した。2006年からブラジルに移住し、教育活動、執筆、ウェブにて勉強会を行ったりの活動を続けている。

## 作品リスト
- アミ 小さな宇宙人
- もどってきたアミ―小さな宇宙人
- アミ3度めの約束―愛はすべてをこえて
- アミが来た
- まほう色の瞳
- マラビージャ―魂の恋人
- エンリケ・バリオスの魔法の学校
- ツインソウル―なんのために双子の魂はめぐり逢うのか
- 地球アップリフト―宇宙人による次元上昇プロジェクト
- 水がめ座のメッセージ